# Patronato Acli Belgique
 (mai 2025).
La mise en forme du texte ne suit pas les recommandations de Wikipédia : il faut le « wikifier ».
Les points d'amélioration suivants sont les cas les plus fréquents :
- Les titres sont pré-formatés par le logiciel. Ils ne sont ni en capitales, ni en gras.
- Le texte ne doit pas être écrit en capitales (les noms de famille non plus), ni en gras, ni en italique, ni en « petit »…
- Le gras n'est utilisé que pour surligner le titre de l'article dans l'introduction, une seule fois.
- L'italique est rarement utilisé : mots en langue étrangère, titres d'œuvres, noms de bateaux, etc.
- Les citations ne sont pas en italique mais en corps de texte normal. Elles sont entourées par des guillemets français : « et ».
- Les listes à puces sont à éviter, des paragraphes rédigés étant largement préférés. Les tableaux sont à réserver à la présentation de données structurées (résultats, etc.).
- Les appels de note de bas de page (petits chiffres en exposant, introduits par l'outil «  Source ») sont à placer entre la fin de phrase et le point final[comme ça].
- Les liens internes (vers d'autres articles de Wikipédia) sont à choisir avec parcimonie. Créez des liens vers des articles approfondissant le sujet. Les termes génériques sans rapport avec le sujet sont à éviter, ainsi que les répétitions de liens vers un même terme.
- Les liens externes sont à placer uniquement dans une section « Liens externes », à la fin de l'article. Ces liens sont à choisir avec parcimonie suivant les règles définies. Si un lien sert de source à l'article, son insertion dans le texte est à faire par les notes de bas de page.
- La présentation des références doit suivre les conventions bibliographiques. Il est recommandé d'utiliser les modèles {{Ouvrage}}, {{Chapitre}}, {{Article}}, {{Lien web}} et/ou {{Bibliographie}}. Le mode d'édition visuel peut mettre en forme automatiquement les références.
- Insérer une infobox (cadre d'informations à droite) n'est pas obligatoire pour parachever la mise en page.

Pour une aide détaillée, merci de consulter Aide:Wikification.
Si vous pensez que ces points ont été résolus, vous pouvez retirer ce bandeau et améliorer la mise en forme d'un autre article.
 (mai 2025).
Le Patronato Acli Belgio est une association sans but lucratif fondée dans les années 1940 pour accompagner les immigrés italiens installés en Belgique, principalement dans les bassins charbonniers. Elle constitue la branche belge du réseau des Patronati liés aux Associations chrétiennes de travailleurs italiens (Acli), créées en Italie en 1944. Le Patronato offre une assistance administrative, sociale et juridique aux Italiens résidant en Belgique, notamment en matière de sécurité sociale, de droits du travail et de pensions transnationales.

## Historique

### La création du Patronato Acli Belgio et ses missions initiales
La création du Patronato Acli Belgio s’inscrit dans le contexte de l’immédiat après-guerre, alors que l’Italie, confrontée à une grave crise économique, organise l’émigration massive de ses ressortissants vers la Belgique à la suite de l’accord bilatéral du 23 juin 1946 sur l’échange «charbon contre hommes». Le Patronato Acli Belgio est fondé en 1946, comme prolongement à l’étranger des Associazioni Cristiane dei Lavoratori Italiani (Acli). Les Acli constituent une initiative conjointe de l’Église catholique et de la Démocratie chrétienne, visant à encadrer politiquement et socialement les classes populaires italiennes dans un contexte de concurrence avec le Parti communiste italien.
Le Patronato Acli Belgio est étroitement lié à la Confédération des Syndicats chrétiens (CSC), avec laquelle les Acli concluent un accord en janvier 1947 à Rome. Son rôle est double: offrir aux travailleurs italiens une assistance sociale et juridique, et les intégrer dans le réseau syndical chrétien belge, notamment par leur affiliation à la CSC. Cinq secrétariats régionaux sont alors implantés dans les principaux bassins charbonniers, chacun dirigé par un secrétaire permanent italien assisté d’une assistante sociale italienne. Ces structures remplissent des missions d’accueil, de médiation et de relais entre les immigrés, les services publics et les institutions syndicales, en coordination avec les missionnaires italiens présents sur le terrain.
Le Patronato participe également à une stratégie d’influence par la presse, avec la création en 1947 du journal Il Sole d’Italia, publié en italien et diffusé gratuitement auprès des affiliés italiens de la CSC. Ce journal a pour vocation d’offrir une lecture chrétienne du monde du travail et de canaliser politiquement les communautés italiennes immigrées, en concurrence avec les organes de presse socialistes ou communistes déjà implantés dans les milieux italiens.

### L’action du Patronato Acli Belgio à la suite de la catastrophe de Marcinelle
Après la catastrophe du Bois du Cazier en 1956, le Patronato Acli Belgio joue un rôle actif dans le soutien aux familles des victimes italiennes, en particulier pendant la phase judiciaire. Lors du procès, qui s’ouvre en 1959, les représentants du Patronato assistent les parties civiles italiennes, notamment par la présence d’un avocat mandaté spécifiquement pour défendre les intérêts des familles.
Dans les années qui suivent, le Patronato constitue également un relais d’expression plus autonome pour les travailleurs italiens, y compris sur des revendications sociales liées à la santé au travail. Il s’implique ainsi dans les démarches visant à faire reconnaître la silicose comme maladie professionnelle.

### Évolution idéologique et redéfinition des missions
La maison mère italienne connaît une profonde mutation idéologique à partir des années 1960. À cette période, l’organisation entre en tension avec la hiérarchie catholique, rompant progressivement avec une identité strictement chrétienne-démocrate pour se rapprocher des valeurs du socialisme démocratique. Cette réorientation s’inscrit dans un contexte plus large de remise en cause du rôle politique de l’Église en Italie et reflète une volonté de rester fidèle aux intérêts concrets des travailleurs.
À l’international, ce changement s’accompagne d’un aggiornamento des réseaux syndicaux proches, comme le montre la transformation de la Confédération internationale des syndicats chrétiens (CISC) en Confédération mondiale du travail (CMT) en 1968. La nouvelle déclaration de principes, adoptée au congrès de Luxembourg, abandonne toute référence explicite au christianisme au profit de valeurs universelles comme la justice, la liberté et la dignité humaine.
Ces évolutions idéologiques ont un impact sur les antennes à l’étranger. Le Patronato Acli belge entame dès lors une transformation progressive de ses missions et de son public. L’organisme élargit son champ d’action pour répondre aux besoins d’une population immigrée en recomposition. Le Patronato Acli adapte alors ses services pour accompagner cette évolution socio-économique. Il développe des activités d’information et de conseil en matière de sécurité sociale, de retraites, de santé et de droits du travail, s’adressant non seulement aux ouvriers, mais aussi aux employés et fonctionnaires d’origine italienne. Par ailleurs, l’organisation renforce son rôle dans l’intégration sociale et culturelle des Italiens en Belgique, en proposant des services d’aide administrative, de médiation et d’orientation dans les démarches liées à la vie quotidienne.

## Organisation
Le Patronato Acli Belgio s’organise autour d’un bureau de coordination principal situé à Bruxelles, qui supervise l’ensemble des activités sur le territoire belge. Deux antennes permanentes fonctionnent également à Charleroi et Genk, tandis que d’autres permanences délocalisées sont assurées dans plusieurs villes wallonnes historiquement liées à l’immigration italienne, telles que Jemappes, Tubize, Auvelais, Monceau-sur-Sambre, Forchies-la-Marche et Liège. Ces accueils se tiennent à des fréquences variables selon la demande locale.
Cette implantation territoriale traduit une volonté de maintenir une proximité avec la communauté italienne, en s’adaptant aux réalités démographiques et géographiques de la diaspora. Les usagers peuvent être reçus sans rendez-vous dans les bureaux permanents ou sur rendez-vous dans les lieux de permanence.
Sur le plan fonctionnel, le Patronato est composé d’une équipe hybride mêlant personnel salarié et volontaires, dont la formation est encadrée selon les normes définies par la maison-mère en Italie. Bien que juridiquement autonome en Belgique, le Patronato Acli reste rattaché au réseau transnational des Acli, qui supervise les standards de fonctionnement, la formation des agents, les méthodes de reporting ainsi que les procédures d’audit interne.
Sur le plan financier, le Patronato Acli Belgio perçoit une partie de ses ressources sous forme de subventions publiques, attribuées par l’État italien dans le cadre des fonds alloués aux patronati opérant à l’étranger, conformément à la loi italienne n°152/2001. Ces subventions sont conditionnées à une obligation de résultats et de transparence, et encadrées par le ministère italien du Travail. En Belgique, l’organisation collabore également avec des acteurs institutionnels tels que les consulats italiens, les mutualités, les communes et, parfois, les syndicats, pour assurer un suivi coordonné des dossiers.
Ainsi, le Patronato Acli Belgio s’inscrit dans une double logique: celle d’une implantation locale au service de la diaspora italienne en Belgique, et celle d’un encadrement transnational garantissant cohérence, conformité légale et efficacité.

## Buts et enjeux
De nos jours, le Patronato Acli Belgio poursuit une mission d’assistance sociale et administrative auprès des citoyens italiens résidant en Belgique, en particulier les travailleurs, les retraités et leurs familles. Son objectif fondamental est de garantir l’exercice effectif des droits sociaux, qu’ils soient liés à la sécurité sociale italienne, belge ou européenne, ainsi qu’aux pensions, aux prestations familiales, à la santé, ou encore à la mobilité transnationale. En parallèle, il répond à des enjeux contemporains, notamment ceux liés à l’évolution du profil migratoire italien (plus diplômé, plus mobile) et à la complexification des démarches transfrontalières.
Le Patronato agit aussi comme relai d’information sur la citoyenneté européenne, l’accès à la double nationalité, ou encore le droit du travail. Sur le long terme, il joue un rôle dans la cohésion sociale en facilitant l’intégration des ressortissants italiens tout en maintenant le lien avec leur pays d’origine.
Dans un contexte où l’accès aux droits sociaux devient parfois plus complexe, notamment pour les personnes âgées, le Patronato Acli belge cherche à garantir un accompagnement équitable et à défendre une plus grande justice sociale.